# Episodi di Bob Hearts Abishola (quarta stagione)
La quarta stagione della sitcom Bob Hearts Abishola viene trasmessa in prima visione assoluta negli Stati Uniti d'America da CBS a partire dal 19 settembre 2022..
In Italia, la stagione è stata pubblicata sulla piattaforma Infinity+, dal 14 luglio al 22 settembre 2023 per poi venire trasmessa in chiaro su Italia 2 dal 31 gennaio 2024 in prima serata.
| nº | Titolo originale                   | Titolo italiano                       | Prima TV USA      | Prima TV Italia   |
| -- | ---------------------------------- | ------------------------------------- | ----------------- | ----------------- |
| 1  | Touched by a Holy Hand             | Toccata da una mano santa             | 13 settembre 2022 | 14 luglio 2023    |
| 2  | Bibles to Brothels                 | Bibbie ai bordelli                    | 26 settembre 2022 | 14 luglio 2023    |
| 3  | Americans and Their Dreams         | Gli americani e i loro sogni          | 3 ottobre 2022    | 21 luglio 2023    |
| 4  | Inner Boss Bitch                   | Trappola sessuale                     | 10 ottobre 2022   | 21 luglio 2023    |
| 5  | Kicked Outta the Dele Club         | Buttata fuori dal club dele           | 17 ottobre 2022   | 28 luglio 2023    |
| 6  | Two Rusty Tractors                 | I due negoziatori                     | 24 ottobre 2022   | 28 luglio 2023    |
| 7  | Your Father's Kingdom              | Il regno di tuo padre                 | 14 novembre 2022  | 4 agosto 2023     |
| 8  | Estée Lauder and Goat Meat         | Orgoglio Ferito                       | 21 novembre 2022  | 4 agosto 2023     |
| 9  | Idle Nigerians                     | Nigeriani Pigri                       | 5 dicembre 2022   | 11 agosto 2023    |
| 10 | An Afro and a Peugeot              | Stupore reciproco                     | 16 gennaio 2023   | 11 agosto 2023    |
| 11 | Twerk O' Clock                     | L'ora del twerk                       | 23 gennaio 2023   | 18 agosto 2023    |
| 12 | My Successful Lawyer Son           | Mio figlio avvocato di successo       | 6 febbraio 2023   | 18 agosto 2023    |
| 13 | Happy People Are Lazy              | Le persone felici sono pigre          | 13 febbraio 2023  | 25 agosto 2023    |
| 14 | Put that Toe on Ice                | Metti il dito nel ghiaccio            | 27 febbraio 2023  | 25 agosto 2023    |
| 15 | Every Character Is the Villain     | Ogni personaggio è un cattivo         | 13 marzo 2023     | 1º settembre 2023 |
| 16 | Mmm, Fresh Baked Sock!             | Mh, calzino appena sfornato           | 20 marzo 2023     | 1º settembre 2023 |
| 17 | I'll Never Play Banjo Again        | Non potrò più suonare il banjo        | 10 aprile 2023    | 8 settembre 2023  |
| 18 | A Hundred CCs of Handsome          | 110cc di godimento                    | 17 aprile 2023    | 8 settembre 2023  |
| 19 | Keep That Under Your Gele          | Acqua in bocca                        | 1 maggio 2023     | 15 settembre 2023 |
| 20 | The Genius Who Fell Out of my Womb | Il genio uscito dal grembo            | 8 maggio 2023     | 15 settembre 2023 |
| 21 | Take Two Yellows and Go to Bed     | Calzini made in USA                   | 15 maggio 2023    | 22 settembre 2023 |
| 22 | Uncharted Waters of Mediocrity     | Le acque inesplorate della mediocrità | 22 maggio 2023    | 22 settembre 2023 |